# Ermischiella
Ermischiella es un género de coleóptero de la familia Mordellidae.

## Especies
Las especies de este género son:
- Ermischiella castanea (Boheman, 1858)
- Ermischiella chichijimana Nomura, 1975
- Ermischiella fukiensis (Ermisch, 1952)
- Ermischiella hahajimana Nomura, 1975
- Ermischiella hasagawai (Nomura, 1951)
- Ermischiella nigriceps Nomura, 1975
- Ermischiella papuana Franciscolo, 1950